# Contea di Christian (Illinois)
La contea di Christian ( in inglese Christian County ) è una contea dello Stato dell'Illinois, negli Stati Uniti. La popolazione al censimento del 2000 era di 35 372 abitanti. Il capoluogo di contea è Taylorville.